# Astragalus korolkowii
Astragalus korolkowii är en ärtväxtart som beskrevs av Aleksandr Andrejevitj Bunge. Astragalus korolkowii ingår i släktet vedlar, och familjen ärtväxter. Inga underarter finns listade i Catalogue of Life.